# محاصره اولبیا
محاصرهٔ اولبیا در ۲۲۰ قبل از میلاد توسط قبایل باسترنه و اسکریا، از شاخهٔ شرقی ژرمن‌ها، رخ داد.